# Yamaha XVZ Venture Royale

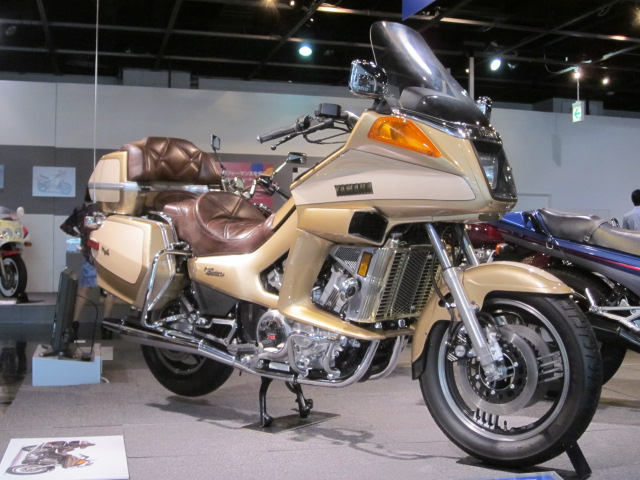
YAMAHA Venture Royale (XVZ12TD) 1983

Die XVZ Venture Royale ist ein Motorrad. Es wurde als „Super-Tourer“ vom japanischen Motorradhersteller Yamaha im Jahr 1983 herausgebracht und bis 1991 gebaut.

## Geschichte
Yamaha konzipierte die XVZ 12 T 1983 als kardangetriebene Reisemaschine für die USA als Konkurrenz zu den amerikanischen Harley-Davidson-Tourern sowie der Honda Gold Wing und der Kawasaki Voyager. Hergestellt wurden die Maschinen ausschließlich in Japan. Während die für den amerikanischen Markt vorgesehenen Modelle mit allem ausgestattet waren, was das Reisen mit dem Motorrad luxuriös macht (Eine US Vollausstattung umfasste unter anderem: Tempomat, Radio/Kassettendeck, Gegensprechanlage, CB-Funk, Topcase, kompressorbetriebene Luftunterstützung der Federung vorne und hinten), verkaufte Yamaha die Venture außerhalb der USA ausstattungsbereinigt, wie zum Beispiel in der Schweiz ohne CB-Funk und Tempomat, bis hin nach Deutschland – nur mit Kompressor und kleiner Tourenscheibe (mit in Deutschland damals vorgeschriebenem Gummirand).
Von 1986 an wurde die XVZ 13 T Venture Royale angeboten. Neben der Hubraumerhöhung um 100 cm³, verstärkten Gangzahnrädern im Getriebe und einer geänderten Vergaseranlage beinhaltete die Modellpflege im technischen Bereich unter anderem eine verbesserte Bremsanlage mit nunmehr elektrischem Anti Dive System. Auch ein Tempomat war nun in Deutschland lieferbar. Das äußere Erscheinungsbild der XVZ 13 T hat sich insbesondere im Heckbereich deutlich verändert, die bei der 1200er noch vollständig abnehmbaren Seitenkoffer wurden nun als festmontierte Seitenkoffer in ein in sich geschlossenes Heck integriert In Deutschland wurde die XVZ 13 T ohne Topcase angeboten.

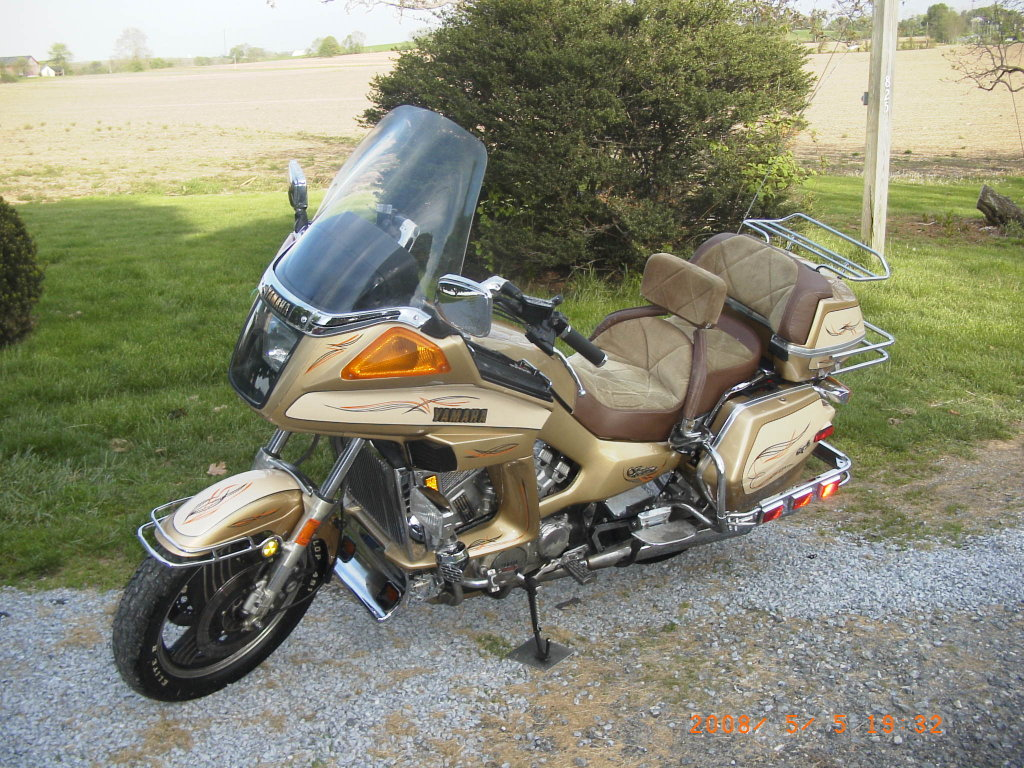
XVZ 12 T Baujahr 1983 mit Sonderzubehör
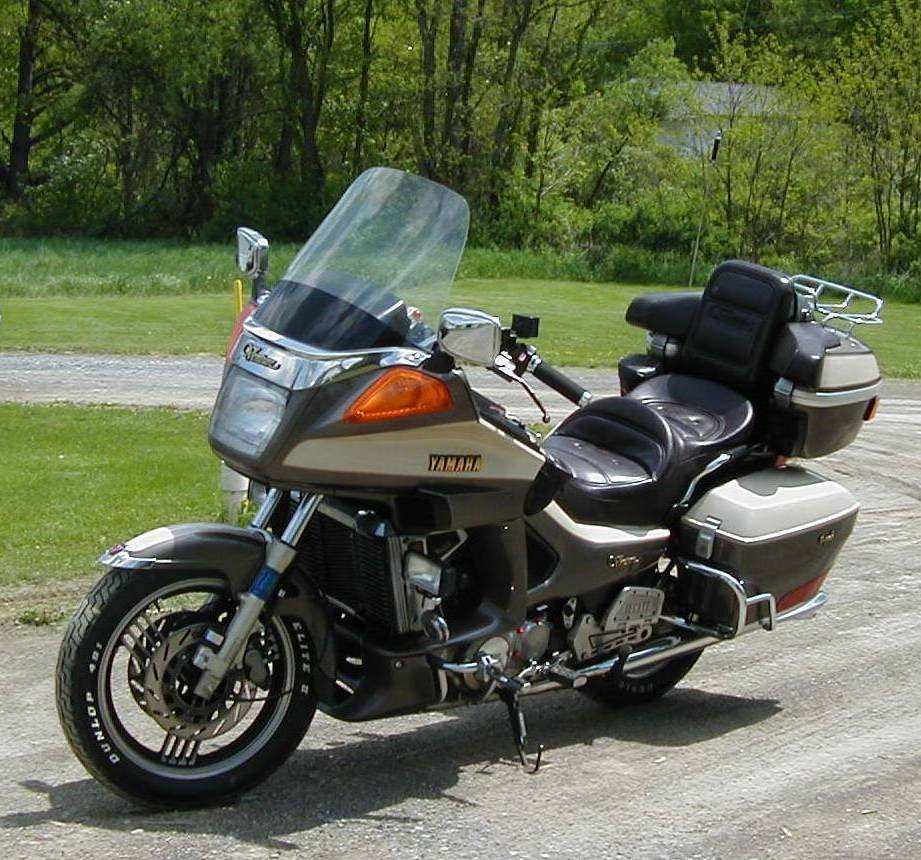
XVZ 13 T Baujahr 1987
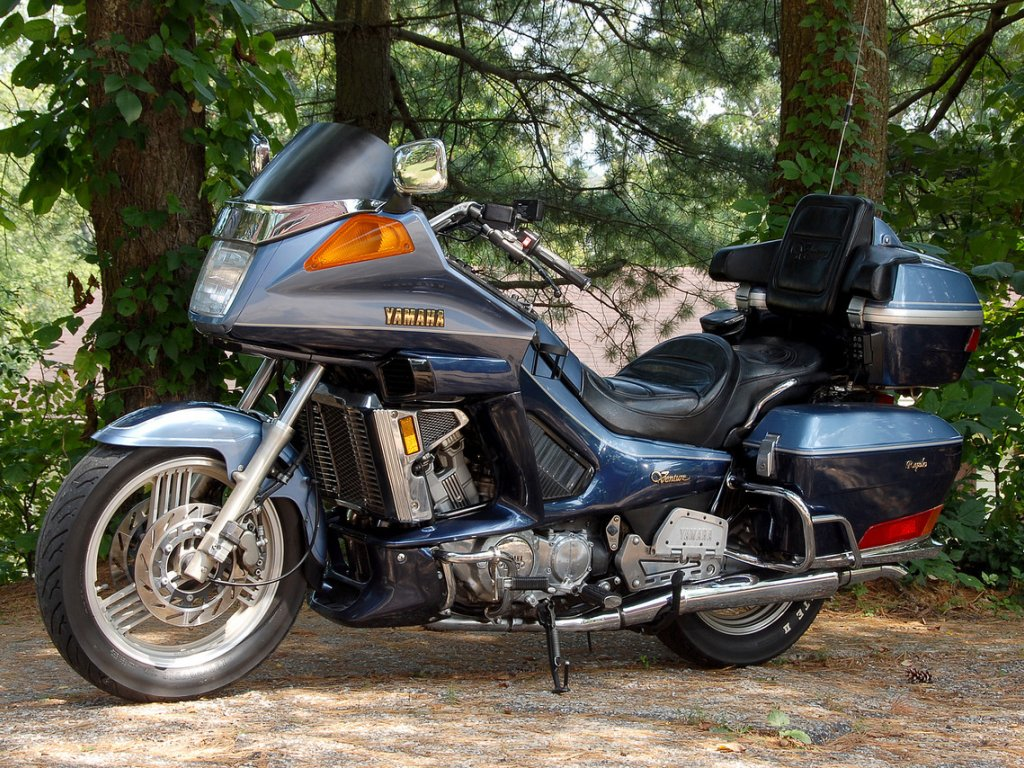
XVZ 13 T Baujahr 1990

## Technische Daten

### Motor
Alle Angaben gelten für die XVZ 12. Die Daten der XVZ 13, welche abweichen, werden jeweils anschließend in Klammern aufgeführt.
Der Motor ist ein flüssigkeitsgekühlter 4-Zylinder-V-Motor, die Kurbelwelle rotiert quer zur Fahrtrichtung. Der Zylinderwinkel beträgt 70°. Eine Ausgleichswelle zum Massenausgleich soll Vibrationen verringern. Pro Zylinderkopf arbeiten zwei Nockenwellen  (DOHC), diese werden durch eine Zahnkette angetrieben. Der Motor ist ein Vier-Ventil-Motor und hat insgesamt 16 (4 × 4) Ventile, welche über Tassenstößel direkt angesteuert werden.
Der Hubraum beträgt bei der XVZ 12 T: 1.198 cm³.( XVZ 13 T: 1.294 cm³). Die Bohrung ist bei der XVZ 12 T: 76 mm. ( XVZ 13 T: 79 mm). Der Hub ist mit 66 mm bei beiden Motoren gleich. Die Verdichtung ist 10,5:1. Die Nennleistung von 71 kW (97 PS) wird bei 7.000/min erreicht. Das maximale Drehmoment beträgt bei der XVZ 12 T: 107,9 Nm bei 5.000/min. (XVZ 13 T: 115 Nm bei 5.000/min)
Die Transistorzündung TCI arbeitet kontaktlos. Die Schmierung erfolgt als Nasssumpf-Druckumlaufschmierung. Die Gemischaufbereitung übernehmen vier Mikuni BDS 35-Fallstrom-Gleichdruckvergaser.

### Elektrische Anlage
Die Anlage arbeitet mit einer Spannung von 12 Volt. Die Drehstrom-Lichtmaschine leistet 400 Watt. Die Batterie hat eine Kapazität von 20 Ah.

### Kraftübertragung
Der Primärantrieb erfolgt über geradeverzahnte Stirnräder. Die Mehrscheibenkupplung läuft im Ölbad. Das Getriebe hat fünf Gänge und ist klauengeschaltet. Das Hinterrad wird von einer (zweifach umgelenkten) Kardanwelle angetrieben.

### Fahrwerk
Motor und Getriebe sitzen in einem Doppelschleifen-Rohrrahmen. Die Federung vorne übernimmt eine Teleskopgabel mit einem Anti-Dive-System und einem Federweg von 140 mm. Das Hinterrad wird von einer kegelrollengelagerten Cantilever-Schwinge mit Zentralfederbein und einem Federweg von 105 mm geführt. Vorne und hinten lassen sich Federbasis und Dämpfung mit einem Schalter fern-einstellen. Der dazu nötige Luftdruck stellt die XVZ mittels eines bordeigenen Kompressors zur Verfügung. Der Radstand beträgt 1610 mm, der Nachlauf 125 mm. Der Lenkungswinkel ist 62°. Die Räder sind aus Leichtmetall-Guss gefertigt. Die Bereifung vorne ist 90/90-18-51 H, hinten wird die Reifengröße 110/90-18-51 H aufgezogen.
Vorne verzögert eine Doppelscheibenbremse mit einem Scheibendurchmesser von 282 mm, während hinten eine Einfachscheibenbremse (Scheibendurchmesser 320 mm) montiert ist.

### Abmessungen und Gewichte
Die Gesamtlänge ist bei der XVZ 12 T 2.370 mm. (XVZ 13 T: 2.440 mm). Die Gesamtbreite ist 920 mm, die Sitzhöhe 785 mm. Das Leergewicht (trocken) wird mit 313 kg (340 kg) angegeben. Der Tankinhalt beträgt 20 Liter. Die Höchstgeschwindigkeit liegt bei 190 km/h. Der Verbrauch beträgt nach Nutzerangaben zwischen 7 und 9 Liter. 

## Bewertung
Der sanft laufende V-4-Motor bot mit 97 PS Kraft für alle Lebenslagen, die weit ausladende Verkleidung und eine für Fahrer und Beifahrer ausgeformte Sitzbank machten das Fahren zum Genuss..Besitzer lobten die Qualitäten des Triebwerks, das Fahrverhalten aber erwies sich als problematisch. Bei falschem Luftdruck, abgefahrenen Reifen und verschlissenen Lagern neigte der Reisedampfer zum Schlingern.

## Situation heute
Nach Angaben von Yamaha wurden in Deutschland von 1984 bis 1988 nur 315 XVZ 12 T verkauft, von der XVZ 13 T, im Zeitraum 1989 bis 1991 sogar nur 89 Stück. Trotz oder vielleicht auch wegen der seltenen Verbreitung dieses Motorrades gibt es innerhalb Europas diverse Clubs: Neben dem Venture Royale Club Deutschland gibt es Venture Royale Clubs in England, den Niederlanden, in Norwegen, in Schweden, in Spanien und in Frankreich.
Der Motor der Venture wurde einerseits – nach grundlegender Überarbeitung (optimierte Ein- und Auslasskanäle, größere Ventile mit verstärkten Ventilfedern, schärfere Nockenwellen, leichtere Kolben, überarbeitete Pleuel und Kurbelwelle und natürlich das „V-Boost-System“) mit einer erstarkten Leistung von 145 PS von 1984 bis 2006 in der V-Max verwendet, und auch der Motor des seit 1996 gebauten Yamaha-Cruiser XVZ 1300 A Royal Star basiert auf dem alten XVZ-Antrieb.